# 了不起的菲丽西
《了不起的菲丽西》（英語：Ballerina）是一部2016年法国的3D電腦動畫冒險喜劇電影。由埃里克·萨默執導，主要配音员有艾丽·范宁、丹·德翰、梅狄·齊格勒和卡莉·蕾·杰普森。

## 故事
菲丽西是爱上跳舞的孤儿女孩。 她与想成为伟大发明家的最好的朋友维克托一起，制定了一个伟大的逃生计划，以期获得自己想要的东西。 他们逃离了他们所居住的孤儿院，来到了仍在建造埃菲尔铁塔的光之城巴黎。 菲丽西必须克服困难并从错误中吸取教训，以实现自己的大梦想：成为巴黎歌剧院国民的伟大舞蹈家。

## 角色
| 配音           | 配音   | 配音                             | 配音     | 角色   |
| 美國           | 台灣   | 香港                             | 中國大陸 | 角色   |
| -------------- | ------ | -------------------------------- | -------- | ------ |
| 艾丽·范宁      | 李昀晴 |                                  | 佟心竹   | 菲丽西 |
| 戴恩·德哈恩    | 宋昱璁 | 簡健堯                           | 盛一伦   | 维克托 |
| 卡莉·蕾·杰普森 | 楊凱凱 |                                  | 林鹏     | 奥黛特 |
|                |        | 歐鎧淳 黃百鳴 鄭文雅 譚玉瑛 王喜 |          |        |

## 評價
電影的評價以正面居多。爛番茄基於32條評論，新鮮度75%，平均評分5.74／10。Metacritic得分48。